# John Gay (scénariste)
Pour les articles homonymes, voir Gay et John Gay (homonymie).
John Gay est un scénariste américain né le 1er avril 1924 à Whittier (Californie) et mort le 4 février 2017.

## Filmographie
- 1958 : L'Odyssée du sous-marin Nerka (Run Silent Run Deep)
- 1958 : Tables séparées (Separate Tables)
- 1961 : Les Joyeux Voleurs (The Happy Thieves)
- 1962 : Les Quatre Cavaliers de l'Apocalypse (Four Horsemen of the Apocalypse)
- 1962 : La Conquête de l'Ouest (How the West Was Won)
- 1962 : Les Révoltés du Bounty (Mutiny on the Bounty)
- 1963 : Il faut marier papa (The Courtship of Eddie's Father)
- 1965 : Sur la piste de la grande caravane (The Hallelujah Trail)
- 1966 : Texas, nous voilà (Texas Across the River)
- 1967 : Le Dernier Safari (The Last Safari)
- 1968 : La Guerre des cerveaux (The Power)
- 1968 : No Way to Treat a Lady
- 1970 : Soldat bleu (Soldier Blue)
- 1971 : Le Clan des irréductibles (Sometimes a Great Notion)
- 1972 : Les Indésirables (Pocket Money)
- 1975 : Hennessy
- 1976 : Nina (A Matter of Time)

### Télévision
- 1972 : All My Darling Daughters
- 1973 : My Darling Daughters' Anniversary
- 1974 : Things in Their Season
- 1974 : The Red Badge of Courage de Lee Philips
- 1975 : Terreur sur le Queen Mary (Adventures of the Queen)
- 1977 : The Amazing Howard Hughes
- 1977 : Kill Me If You Can
- 1977 : Captains Courageous
- 1978 : Les Misérables
- 1979 : Transplant
- 1980 : A Private Battle
- 1980 : A Tale of Two Cities
- 1981 : Le Bunker (The Bunker)
- 1981 : Berlin Tunnel 21
- 1981 : Dial M for Murder
- 1981 : Stand by Your Man
- 1982 : The Long Summer of George Adams
- 1982 : A Piano for Mrs. Cimino
- 1982 : Ivanhoe
- 1982 : Témoin à charge (Witness for the Prosecution)
- 1984 : Samson and Delilah
- 1984 : Fatal Vision
- 1985 : Méprise (Doubletake)
- 1986 : À la poursuite de Claude Dallas (Manhunt for Claude Dallas)
- 1987 : Uncle Tom's Cabin
- 1989 : Final Notice de Steven Hilliard Stern (téléfilm)